# 打鐘 (漫画)
『打鐘』（ジャン）は、山本康人の漫画。しまかおるからのペンネーム変更後に執筆した最初の作品である。秋田書店「プレイコミック」に連載されていた。
西村和彦主演で、1993年と1994年の2回にわたり映画化（Vシネマ化）された。

## あらすじ
火の玉先行を武器にグランドスラム目指して闘う主人公・S級レーサー立花ワタルと、グランドスラム制覇を争うライバル、天才レーサー清原良との戦いを軸に織り成す熱血ケイリン漫画。選手名は全て架空だが、連載当時活躍していた選手名をもじった選手が多数登場している（井上茂徳→丹波茂雄、等）。
作中ではKEIRINグランプリ'89も中止にならず開催している。
連載当初、実際の競輪界では怪物滝澤正光の全盛期であり、連載終了時は吉岡稔真、神山雄一郎の2強時代になっており、ちょうど狭間の時期の架空のチャンピオンになっている。
余談だが、山本康人が後に連載した『競輪王ゼロ』には、火の玉フォームで戦う二世選手の「立花嵐」が登場する。

## 登場人物

### 主要人物
立花ワタル
本作の主人公。先行することに命をかける若き競輪レーサー。火の玉先行と呼ばれる逃げを武器に競輪界最高の栄誉とされるグランドスラム達成を狙う。友達は少なくストイックな性格。他人のためには走らないという信念を持つ。雑草魂でスポ根漫画における典型的なキャラクターである。モデルは坂本勉であるが、実際には坂本はオリンピックメダリストでアマチュア時代からのエリートレーサーである。ホームバンクは西武園競輪場。競輪S級21連勝の記録を持っている。なお、引退後の様子は「競輪王ゼロ」にて触れられている。
清原良
全編を通じてワタルの最大のライバル。ワタルの師を落車事故で死亡させてしまってから因縁を持つようになる。当初は線の細い天才レーサーであったが、滝河、ワタルとの対決を通じて次第に「悪魔」と呼ばれるほどのレーサーに変貌する。ワタルと違い、先行、捲くり、追い込みの全てを使いこなす自在選手。
桜千恵造
ワタルの同期のレーサーで唯一無二の親友。なぜかワタルとウマが合う。選手としての生き方に悩みワタルと衝突したり良に弟子入りしたりなど、波乱の選手人生を送っている。能力にはムラがあり記念競輪や特別競輪を優勝することもあるが、A級に落ちてしまうこともあり悩みの種となる。陽子の兄。
桜陽子
知恵造の妹で高校生の頃からワタルとの知り合い。当初は高校生らしい子供っぽいところもあったが、成長し大人びてからはワタルへ想いを寄せるようになる。そしてレーサーとして悩むワタルの助けとなり結ばれる。
秋葉
競輪を担当とするスポーツ紙の記者。ワタルに興味を持ち常に取材をしている。ワタルとは未亡人をめぐり恋のライバルとなるがワタルが身を引く形で未亡人と結ばれることになる。ワタルとは立場や年齢差を越えて常に対等の立場、タメ口で話す仲である。
デスク
秋葉の同期のスポーツ紙のデスク。トラブルを引き起こす秋葉を諫める役をしている。立場を越えて秋葉とは親友である。妻とは男女の仲で半年ご無沙汰になったり、反抗期の息子がいたりと彼も悩み多き人間である。
滝河修平
「怪物」と呼ばれる競輪界最強の先行選手。デビュー直後からワタル、清原の前に立ちふさがり幾度となく死闘を繰り広げる。人間的にも巨大な人物でワタル、清原にレーサーとしての生き様を見せる。モデルは滝澤正光。
本多冬美
「戦慄の核弾頭」の異名を持つ捲くり主体のレーサー。当初からワタルと激闘を繰り広げるが、後にワタルを「怪物」になったと認めることになる。モデルは本田晴美。
仲野浩一
「キング」の異名をとる競輪界最高の実績を持つレーサー。連載初期からワタルの前に立ちはだかるが、直接的な因縁はあまりなく、別格の存在として描かれている。モデルは中野浩一。
丹波茂雄
「神脚」の異名をとる競輪界最高の追い込みレーサー。ワタルを次代を担うレーサーと認め、戦いを通じて競輪選手として成長させていく。ワタルにとってもう一人の師ともいえる存在。モデルは井上茂徳。

### その他
実在の選手を元に以下の選手が登場してる。
- 北日本
  - 「不死身の鉄人」富士巻昇＝藤巻昇（北海道：22期）
  - 「ワールドスプリンター」大俵信之＝俵信之（北海道：53期）
  - 「秋田の牛若丸」佐東仁＝佐藤仁（秋田：58期）
  - 「ショットガン」有刺直樹＝有坂直樹（秋田：64期）
  - 「電撃着火マン」藤斎正剛＝斉藤正剛（北海道：66期）
- 関東
  - 「江戸鷲」 山口拳二＝山口健治（東京：38期）
  - 「猛将」 緒崎雅彦＝尾崎雅彦（東京：39期）
  - 「重戦車」 麦原善一＝萩原善一（埼玉：48期）
  - 「万能戦士」 戸辺英世＝戸辺英雄（茨城：51期）
  - 「機動戦士」 毛呂田勝仁＝諸田勝仁（埼玉：54期）
  - 「荒武者」 巻坂正巳＝坂巻正巳（茨城：55期）
  - 「貴公子」 白岩護＝白石護（東京：55期）
  - 「ジャンボ」 斎藤強＝斎藤剛（埼玉：56期）
  - 「ヤングドラゴン」長谷戸純也＝長谷部純也（茨城：57期）
  - 「和製ランボー」波形一郎＝波潟和男（東京：57期）
  - 「ダッシュ一番」田森進＝森田進（埼玉：57期）
  - 「超ド級」 山神竜一郎＝神山雄一郎（栃木：61期）
  - 「マッハ狼」 稲荷一番＝稲村成浩（群馬：69期）
- 南関東
  - 「神」 高浜永悟＝高原永伍（神奈川：13期）
  - 「一番星」 小角洋一＝小門洋一（神奈川：49期）
  - 「ファイトマン」番場進＝馬場進（千葉：49期）
  - 「ザ・チェイサー」朝市正幸＝朝内正幸（静岡：50期）
  - 「ヒットマン」 鈴木真琴＝鈴木誠（千葉：55期）
  - 「ナイスガイ」 御土屋暁則＝土屋暁則（静岡：55期）
  - 「ギャングスター」華嶋洋之＝花嶋洋之（千葉：56期）
  - 「頑張るマン」 平島次和彦＝平島和彦（静岡：58期）
  - 「ゴールを狙う猟犬」佐東晃三＝佐藤晃三（千葉：61期）
  - 「快速パンチ」 高森隆広＝高木隆弘（神奈川：64期）
- 中部
  - 「競輪太閤」 高橋健二郎＝高橋健二（愛知：30期）
  - 「変幻忍者」 加藤喜修＝佐藤嘉修（愛知：49期）
  - 「熱血兄弟船」 細川丸貴雄＝細川貴雄（愛知：53期）
  - 「中部の小天狗」波口高彰＝浜口高彰（岐阜：59期）
  - 「先行若大将」 加山田裕二＝山田裕仁（岐阜：61期）
  - 「ロケット砲」 海田呂和裕＝海田和裕（三重：65期）
  - 「流星」 富長益良生＝富永益生（愛知：66期）
  - 「突撃弾」 玉須木勝美＝玉木勝美（岐阜：68期）
- 近畿
  - 「滋賀の鉄人」 狩井吉雄＝井狩吉雄（滋賀：35期）
  - 「怪傑マッキー」松友整＝松本整（京都：45期）
  - 「ラガーファイター」一谷典正＝三谷典正（滋賀：49期）
  - 「北陸の自在狼」野原勝矢＝野原哲也（福井：51期）
  - 「風車」 氷山久二＝郡山久二（大阪：55期）
  - 「真剣竹割り先行」大矢勝三＝大矢勝也（大阪：57期）
  - 「桃太郎侍」 仲武克雄＝中武克雄（大阪：57期）
  - 「びわこのサソリ」綿辺一貴＝渡辺一貴（滋賀：58期）
  - 「ヤングガン」 金田剣一郎＝金田健一郎（大阪：60期）
  - 「北陸特急」 石津壮一＝石津壮二（福井：64期）
  - 「アロウヘッド」山本進矢＝山本真矢（京都：65期）
- 中国
  - 「戦うピラニア」佐湖雅俊＝佐古雅俊（広島：45期）
  - 「不屈の勝負師」松之枝義幸＝松枝義幸（岡山：47期）
  - 「ジャックナイフ」三宅勝仁＝三宅勝彦（岡山：54期）
  - 「ガッツ番長」 剤藤利治＝斎藤利治（岡山：55期）
  - 「疾風弾」 羽田誠吾＝和田誠吾（広島：55期）
  - 「稲妻」 古橋正義＝小橋正義（岡山：59期）
  - 「流星ハンター」豊多知之＝豊田知之（岡山：59期）
  - 「ICBM」 三宅迅＝三宅伸（岡山：64期）
  - 「気鋭」 成増富夫＝増成富夫（岡山：66期）
- 四国
  - 「メガトン先行」原富忠男＝富原忠夫（徳島：43期）
  - 「徳島の雄」 三紀輝明＝三木輝明（徳島：52期）
- 九州
  - 「闘将」 佐和木明彦＝佐々木昭彦（佐賀：43期）
  - 「アタックNo１」内田野浩二＝内田浩司（福岡：51期）
  - 「風雲昇り龍」 小竹慎吾＝大竹慎吾（大分：55期）
  - 「ハンター」 平田昭高＝平田崇昭（福岡：55期）
  - 「熱き魂」 村津正勝＝津村勝正（福岡：55期）
  - 「ザ・マグナム」紫々原政＝紫原政文（福岡：61期）
  - 「ハヤブサ」 嶋岡真人＝吉岡稔真（福岡：65期）
- その他
  - 「鋼の肉体」 ステファン・ペイロ＝ステファン・ペイト（豪）
  - 「黒い稲妻」 ネルソン・ザウルス＝ネルソン・ベイルス（米）
  - 「怪人」 ミハエル・ピューマー＝ミハエル・ヒュープナー（独）

## 映像化
1993年版と1994年版とも、同じ製作会社であり同じ西村和彦主演だが、両方に関連はない。1993年年版は1993年6月26日にヒーロー配給で劇場公開されている。
製作：シネマパラダイス、ビデオチャンプ、ヒーロー
企画・制作：ツインズ
1993年版「打鐘」
監督：小松隆志
脚本：真壁俊幸
音楽：吉田光
キャスト：賀来千香子、西村和彦、西守正樹、志村東吾、山田峰子、小松政夫、大杉漣、角替和枝、立原麻衣、小沢仁志、中野浩一、夏木陽介
制作協力：夏木プロダクション
1994年版「打鐘　男たちの激情」
監督：黒沢清
脚本：西村孝史、黒沢清
音楽：岸野雄一、岡村みどり
総監修：中野浩一
キャスト：西村和彦、中倉健太郎、神崎恵、大杉漣、二反田雅澄、剛州、諏訪太朗、中野浩一